# Gynoplistia (Cerozodia) pulverulenta
Gynoplistia (Cerozodia) pulverulenta is een tweevleugelige uit de familie steltmuggen (Limoniidae). De soort komt voor in het Australaziatisch gebied.